# Malánta
Alsó- és Felső Malánta (szlovákul Dolná Malanta) egykor önálló település, ma Nyitragerencsér településrésze. Tulajdonosa a Szlovák Gazdasági Minisztérium.

## Fekvése
Nyitrától 5 km-re északkeletre, Nyitragerencsértől 1 km-re keletre fekszik. A Szelenec-patak folyik köztük.

## Története
A község határához tartoznak a Zobor déli lejtői, ahol már a 10. században szőlőt telepítettek. Hallstatt kori és szláv földvármaradványok is előkerültek. A Zobor hegyen, a 9. században Szent Hippolit-féle Benedek-rendi kolostort alapítottak, mely jelentős középkori kultúrközpont volt.
Malántát 1113-ban említik először Molunta néven, amely a Nyitrai káptalan és a Zoborhegyi apátság tulajdonában volt. 1156-ban a Molenta nevű faluban plébániát említenek. 1246-ban a Ludányiak birtoka, 1284-ben is, 1344-ben a Gímesi uradalom része. A 14. században a falu szétvált Alsó és Felső Molentára, mindkét település a Nyitrai káptalan tulajdonát képezte. A török háborúk alatt mindkettő elpusztult, az adóösszeírásokban sem szerepelnek. A birtokot a Nyitrai káptalan elcserélte Nagyemőkére a Nyitrai püspökséggel.
Alsómalánta a 18. században a Majthényiak és az Addák birtoka lett. A 19. században a Zerdahelyieké, azután az Ocskayaké, majd később Zamoyszkyéké és rokonságuké egészen 1947-ig. 1710-ben 34 lakos élt itt, 1843-ban 49. 1923-ban a mezőgazdasági dolgozók fellázadtak. 1971-ben sertésfarmot létesített itt az Agrokomplex, ma struccokat tenyésztenek.
Felsőmalánta 1553-tól az esztergomi érsek birtokai közé tartozott, a 18. század közepén egy ideig mindkét település Tormoshoz tartozott. 1710-ben 12 lakos élt itt, 1843-ig számuk 44-re gyarapodott. Egészen 1948-ig a nyitrai püspökség birtoka volt, állítólag kovácsok lakták.
Vályi András szerint "MALANTA. Belső, és Felső Malanta. Két elegyes faluk Nyitra Várm. földes Urai az Esztergomi Érsekség, lakosaik katolikusok, fekszik Alsó Malanta, Pogányhoz nem meszsze, amaz pedig Gerencsérhez közel, mellynek filiáji, határbéli földgyeik középszerűek."

## Híres emberek
Lásd: Nyitragerencsér
- Ocskay Ignác